# Raymond Loyer
Pour les articles homonymes, voir Loyer.
Raymond Loyer, de son vrai nom Raymond Allemand, est un acteur français, né le 3 décembre 1916 dans le 12e arrondissement de Paris et mort le 3 septembre 2004 dans le 15e arrondissement de Paris,,.
Il est connu pour avoir prêté sa voix à l'acteur américain John Wayne de 1939 à 1976, l'ayant doublé en français dans une grande majorité de ses films,,,. En 1956, Raymond Loyer a même eu l'occasion de rencontrer le « Duke » lors de la première française du film Le Conquérant,. Puis à partir du début des années 50, il devient également la voix française de Charlton Heston.

## Biographie
Fils d'un ingénieur, Raymond Loyer passe son enfance au Maroc.

### Carrière
Après des études avortées en architecture, il entame plusieurs petits emplois. Il s'oriente ensuite vers le théâtre et est ainsi repéré pour faire de la synchronisation. En 1947, la Fox l'engage pour doubler Henry Fonda dans Sur la piste des Mohawks.
Il a également doublé Gary Cooper, Charlton Heston, Robert Mitchum, Burt Lancaster, Henry Fonda, Clark Gable, Gregory Peck, Kirk Douglas et Jim Davis,, (Jock Ewing dans Dallas).
Au sein de l'animation, le doublage le plus marquant qu'il est tenu est celui du personnage Zoltar dans La Bataille des planètes,.
Raymond Loyer a arrêté progressivement le doublage au milieu des années 1990.
À la télévision, il a été le templier Gerbert dans Thibaut ou les Croisades, De Permond dans le feuilleton Les Mohicans de Paris ou encore Sigismond de Bohème dans Gaston Phébus.

### Décès
Entre deux voyages, il vivait retiré, tranquillement, à son domicile parisien situé dans le 15e arrondissement de Paris, où il meurt le 3 septembre 2004, à l'âge de 87 ans. Crématisé, ses cendres ont été dispersées dans le Loiret.

## Théâtre
- 1954 : Affaire vous concernant de Jean-Pierre Conty, mise en scène Pierre Valde, Théâtre de Paris
- 1962 : La Reine galante d'André Castelot, mise en scène Jean-Pierre Grenier, Théâtre des Ambassadeurs
- 1963 : Un mois à la campagne d'Ivan Tourgueniev, mise en scène André Barsacq, Théâtre de l'Atelier
- 1966 : Électre de Sophocle, mise en scène Silvia Monfort, Théâtre des Mathurins
- 1967 : Du vent dans les branches de sassafras de René de Obaldia, mise en scène René Dupuy, Théâtre des Célestins

## Filmographie

### Cinéma
- 1945 : La Fille aux yeux gris de Jean Faurez
- 1945 : La Route du bagne de Léon Mathot
- 1946 : La Dame de Haut-le-Bois de Jacques Daroy : Jean Favier
- 1946 : Les Aventures de Casanova de Jean Boyer : Maxime de Cerlin
- 1946 : Inspecteur Sergil de Jacques Daroy : le commandant
- 1948 : Le Sorcier du ciel de Marcel Blistène : l'ombre
- 1950 : Le Clochard milliardaire de Léopold Gomez : Maurice
- 1953 : Les Enfants de l'amour de Léonide Moguy : un reporter (non crédité)
- 1953 : Leur dernière nuit de Georges Lacombe : Paulo (non crédité)
- 1954 : Passion de femmes de Hans Herwig : Mériadec
- 1955 : Si tous les gars du monde de Christian-Jaque
- 1955 : Mademoiselle de Paris de Walter Kapps : Max
- 1958 : Chaque jour a son secret de Claude Boissol : le docteur Destouches
- 1959 : Le vent se lève d'Yves Ciampi : Marcel Laurent
- 1959 : La Verte Moisson de François Villiers : un aumônier allemand
- 1960 : Os Bandeirantes de Marcel Camus : Jean
- 1961 : Le crime ne paie pas (segment : L'Homme de l'avenue de Gérard Oury) : Philippe 'Pierre' Marsais
- 1962 : Climats de Stellio Lorenzi : Jacques
- 1966 : Le Deuxième Souffle de Jean-Pierre Melville : Jacques, le notaire
- 1966 : Réseau secret de Jean Bastia : Marchelier
- 1973 : Le Feu aux lèvres de Pierre Kalfon : l'amateur de revues italiennes
- 1973 : Deux Hommes dans la ville de José Giovanni : le capitaine de gendarmerie
- 1975 : Thomas de Jean-François Dion : le père de Christine
- 1977 : Gloria de Claude Autant-Lara : le chauffeur d'Alice
- 1978 : Un si joli village de Étienne Périer : le doyen Girodot
- 1979 : Le Mouton noir de Jean-Pierre Moscardo : le capitaine
- 1979 : Je vous ferai aimer la vie de Serge Korber : Gabriel
- 1987 : Neuville ma belle de Mae Kelly

### Télévision
- 1952 : Sous les yeux de verre de Gilles Margaritis
- 1958 et 1965 : Les Cinq Dernières Minutes : André Fourmereau (saison 1, épisode 4 : Réactions en chaîne de Claude Loursais) et André Rochette (saison 1, épisode 37 : La Chasse aux grenouilles de Claude Loursais)
- 1964 : Vol 272 : Lambert (mini-série)
- 1966-1970 : Allô Police : le commissaire Martial
- 1966-1968 : Thibaud ou les Croisades : le templier Gerbert
- 1966 : Rouletabille d'Yves Boisset, épisode Le Parfum de la dame en noir : Darzac
- 1969 : Fortune d'Henri Colpi
- 1969 : Au théâtre ce soir : Affaire vous concernant de Jean-Pierre Conti, réalisation Pierre Sabbagh, Théâtre Marigny
- 1972 : Les Enquêtes du commissaire Maigret de Jean-Louis Muller, épisode : Le Port des brumes
- 1973 : Le Jeune Fabre, feuilleton télévisé de Cécile Aubry : Félix
- 1973 : Au théâtre ce soir : Ouragan sur le Caine d'Herman Wouk, mise en scène André Villiers, réalisation Georges Folgoas, Théâtre Marigny
- 1973 : Les Mohicans de Paris, feuilleton télévisé de Gilles Grangier (d'après Alexandre Dumas) : De Permond
- 1977 : Recherche dans l'intérêt des familles de Philippe Arnal
- 1978 : Gaston Phébus, feuilleton de Bernard Borderie : Sigismond de Bohême
- 1982 : Les Dames à la licorne de Lazare Iglesis
- 1986 : Claire de Lazare Iglesis

## Doublage

### Cinéma
- John Wayne dans :
  - Le Premier Rebelle (1939) : James Smith
  - La Maison des sept péchés (1940) : Lieutenant Dan Brent
  - L'Escadron noir (1940) : Bob Seton
  - Les Tigres volants (1942) : Capitaine Jim Gordon
  - L'Amazone aux yeux verts (1944) : Rocklin
  - Retour aux Philippines (1945) : le colonel Joseph Madden (1er doublage)
  - Taïkoun (1947) : Johnny Munroe
  - Le Massacre de Fort Apache (1948) : Capitaine Kirby York
  - Le Fils du désert (1948[n 1]) : Robert Marmaduke Hightower (2e doublage)
  - Le Réveil de la sorcière rouge (1948) : Capitaine Ralls
  - Le Bagarreur du Kentucky (1949) : John Breen
  - La Charge héroïque (1949) : le capitaine Nathan Cutting Brittles
  - Iwo Jima (1949) : le sergent John M. Stryker
  - Rio Grande (1950) : le lieutenant-colonel Kirby Yorke
  - Les Diables de Guadalcanal (1951) : Major Daniel Xavier Kirby
  - Opération dans le Pacifique (1951) : Lieutenant commandant Duke E. Gifford
  - L'Homme tranquille (1952) : Sean Thornton
  - Aventure dans le Grand Nord (1953) : Capitaine Dooley
  - Hondo, l'homme du désert (1953) : Hondo Lane
  - Écrit dans le ciel (1954) : Dan Roman
  - Le Renard des océans (1955) : Capitaine Karl Ehrlich
  - L'Allée sanglante (1955) : Capitaine Tom Wilder
  - Le Conquérant (1956) : Genghis Khan
  - La Prisonnière du désert (1956) : Ethan Edwards
  - Les espions s'amusent (1957) : Colonel Jim Shannon
  - Le Barbare et la Geisha (1958) : Townsend Harris
  - Rio Bravo (1959) : Shérif John T. Chance
  - L'Homme qui tua Liberty Valance (1962) : Tom Doniphon (1er doublage)
  - Hatari ! (1962) : Sean Mercer
  - La Taverne de l'Irlandais (1963) : Michael Patrick Donovan
  - Le Plus Grand Cirque du monde (1964) : Matt Masters
  - El Dorado (1966) : Cole Thornton
  - Les Bérets verts (1968) : Colonel Mike Kirby
  - Les Géants de l'Ouest (1969) : Colonel John Henry Thomas
  - Chisum (1970) : John Simpson Chisum
  - Rio Lobo (1970) : Colonel Cord McNally
  - Big Jake (1971) : Jacob McCandles
  - Les Cowboys (1972) : Wil Andersen
  - Les Voleurs de train (1973) : Lane
  - Les Cordes de la potence (1973) : J.D. Cahill
  - Un silencieux au bout du canon (1974) : Lon McQ
  - Brannigan (1975) : Jim Brannigan
  - Le Dernier des géants (1976) : John Bernard Books
- Charlton Heston dans :
  - Le Sorcier du Rio Grande (1953[n 2]) : Ed Bannon
  - Quand la marabunta gronde (1953) : Christophe Leiningen
  - Le Triomphe de Buffalo Bill (1953) : William F. "Buffalo Bill" Cody
  - Le Secret des Incas (1954) : Harry Steele
  - Horizons lointains (1955) : William Clark
  - Les Boucaniers (1958) : Général Andrew Jackson
  - Le Pigeon qui sauva Rome (1962) : Capitaine Paul McDougall / Benny the Snatch / Narrateur
  - Le Seigneur d'Hawaï (1963) : Richard "King" Howland
  - Les 55 Jours de Pékin (1963) : Major Matt Lewis
  - Le Seigneur de la guerre (1965) : Chrysagon
  - Le Survivant (1971) : Robert Neville
  - L'Appel de la forêt (1972) : John Thornton
  - 747 en péril (1974) : Alan Murdock
  - Tremblement de terre (1974) : Stewart Graff
  - La Bataille de Midway (1976) : Capitaine Matthew Garth
  - Un tueur dans la foule (1976) : Capitaine Peter Holly
  - Sauvez le Neptune (1978) : Capitaine Paul Blanchard
  - Wayne's World 2 (1993) : l'acteur de remplacement
  - True Lies (1994) : Spencer Trilby
- Robert Ryan dans :
  - Feux croisés (1947) : Montgomery
  - Nous avons gagné ce soir (1949) : Bill « Stocker » Thompson
  - L'Appât (1953) : Ben Vandergroat
  - Les Implacables (1955) : Nathan Stark
  - La Maison de bambou (1955) : Sandy Dawson
  - Le Shérif (1956) : Marshal Cass Silver (1er doublage)
  - Les Échappés du néant (1956) : Bill Lonagan
  - Le Jour le plus long (1962) : Général James M. Gavin
  - Complot à Dallas (1973) : Robert Foster
- Johnny Weissmuller dans :
  - Le Triomphe de Tarzan (1943) : Tarzan
  - Le Mystère de Tarzan (1943) : Tarzan
  - Tarzan et les Amazones (1945) : Tarzan
  - Tarzan et la femme léopard (1946) : Tarzan
  - Tarzan et la Chasseresse (1947) : Tarzan
  - Tarzan et les Sirènes (1948) : Tarzan
- John Payne dans :
  - El Paso, ville sans loi (1949) : Clay Fletcher
  - Le Trésor des Caraïbes (1952) : Dick Lindsay
  - Quatre étranges cavaliers (1954) : Dan Ballard
  - Le Bagarreur du Tennessee (1955) : Tennessee
  - Les Îles de l'enfer (1955) : Mike Cormack
  - Deux rouquines dans la bagarre (1956) : Ben Grace
- Burt Lancaster dans :
  - Dix de la légion (1951) : Sergent Michel
  - Le Corsaire rouge (1952) : Capitaine Vallo
  - Le Roi des îles (1954) : Captaine David Dion O'Keefe
  - Les Parachutistes arrivent (1969) : Mike Rettig
  - La Boutique de l'orfèvre (1988) : Le bijoutier
  - Jusqu'au bout du rêve (1989) : Docteur Archibald « Moonlight » Graham
- William Holden dans :
  - Je reviens de l'enfer (1956) : le major Lincoln Bond
  - L'Arbre de Noël (1969) : Laurent Ségur
  - La Poursuite sauvage (1971) : John Benedict
  - Le Jour de la fin du monde (1980) : Shelby Gilmore
  - L'Amour au Bout du Monde (1980) : Patrick Fowley
  - S.O.B. (1981) : Tim Cutley
- Humphrey Bogart dans :
  - Sahara (1943) : le sergent-chef Joe Gunn
  - En marge de l'enquête (1947) : le capitaine « Rip » Murdock
  - Les Ruelles du malheur (1949) : Andrew Morton
  - Tokyo Joe (1949) : Joe Barrett
  - Le Violent (1950) : Dixon Steele
- Jack Palance dans :
  - Jicop le proscrit (1957) : Jacob Wade
  - Le Jardin des tortures (1967) : Ronald Wyatt
  - Compañeros (1970) : John
  - Le Clan des McMasters (1970) : Kolby
  - Les Impitoyables (1976) : Sam Clayton
- Richard Widmark dans :
  - Jugement à Nuremberg (1961) : le colonel Ted Lawson
  - Les Trois Soldats de l'aventure (1964) : le lieutenant-colonel Steve Glenn Stevenson
  - Les Cheyennes (1964) : Capitaine Thomas Archer
  - Alvarez Kelly (1966) : Colonel Tom Rossiter
  - La Route de l'ouest (1967) : Lije Evans
- Henry Fonda dans :
  - Sur la piste des Mohawks (1939[n 3]) : Gilbert « Gil » Martin
  - Il était une fois dans l'Ouest (1968) : Frank
  - Mon nom est Personne (1973) : Jack Beauregard
- Bruce Bennett dans :
  - Le Trésor de la Sierra Madre (1948) : Cody
  - La Rivière d'argent (1948) : Stanley Moore
  - Horizons en flammes (1949) : McCluskey
- Scott Brady dans :
  - La Belle Aventurière (1949) : Lee O'Hara
  - Les Boucaniers de la Jamaïque (1952) : le lieutenant David Farragut
  - Passage interdit (1952) : Glenn Denbow
- Sterling Hayden dans :
  - Quand la ville dort (1950) : Wilson George Handley / Dix Handley
  - Johnny Guitare (1954) : Johnny Guitare
  - Quand le clairon sonnera (1955) : le colonel James "Jim" Bowie
- Alan Ladd dans :
  - Le Serment du chevalier noir (1954) : John
  - Les Hors-la-loi (1960) : Mitch Garrett
  - Lutte sans merci (1962) : Walter Sherill
- Robert Mitchum dans :
  - Ailleurs l'herbe est plus verte (1960) : Charles Delacro
  - Les Nerfs à vif (1962) : Max Cady
  - Le Dernier de la liste (1963) : Caméo
- Howard Duff dans :
  - La Cité sans voiles (1948) : Frank Niles
  - Entrée illégale (1949) : Bert Powers
- Douglas Kennedy dans :
  - Ville haute, ville basse (1949) : Alec Downing
  - Montana (1950) : Rodney Ackroyd
- Stewart Granger dans :
  - Les Mines du roi Salomon (1950) : Allan Quatermain
  - Le Carnaval des barbouzes (1966) : David Porter
- Stacy Harris dans :
  - Échec au hold-up (1951) : Paul Ferrar
  - L'aventure est à l'ouest (1953) : Uriah
- John Ireland dans :
  - Montagne rouge (1951) : le général William Quantrell
  - Spartacus (1960) : Crixus
- Leif Erickson dans :
  - Show Boat (1951) : Pete
  - L'Ultimatum des trois mercenaires (1977) : le directeur de la CIA Ralph Whittaker
- Lloyd Bridges dans :
  - Le train sifflera trois fois (1952) : Harvey Pell
  - Le Faiseur de pluie (1956) : Laurent Gary
- Kirk Douglas dans :
  - La Vallée des géants (1952) : Jim Fallon
  - Les Héros de Télémark (1965) : Docteur Rolf Pedersen
- Sean McClory dans :
  - Les Géants du cirque (1954) : Dublin O'Malley
  - Les Contrebandiers de Moonfleet (1955) : Elzevir Block
- John Larch dans :
  - Le Salaire du diable (1957) : Eddy Yates
  - Une arme pour un lâche (1957) : Stringer
- James Garner dans :
  - Sayonara (1957) : le capitaine Bailey
  - La Mission secrète du sous-marin X-16 (1959) : le lieutenant Kenneth Mack Braden
- Woody Strode dans :
  - Le Sergent noir (1960) : le sergent Braxton Rutledge
  - Au péril de sa vie (1961) : Muwango
- Arturo Dominici dans :
  - L'Esclave du pharaon (1960) : Rekmira
  - Danse macabre (1964) : Dr Carmus
- Gregory Peck dans :
  - Les Canons de Navarone (1961) : Capitaine Keith Mallory
  - Et vint le jour de la vengeance (1964) : Manuel Artiguez
- Charles Drake dans :
  - Histoire d'un amour (1961) : Curt Stanton
  - L'Arrangement (1969) : Finnegan
- Paul Müller dans :
  - Le Boucanier des îles (1962) : Hornblut
  - L'Île aux filles perdues (1962) : le lieutenant Lefèvre
- Lex Barker dans :
  - Kali Yug, déesse de la vengeance (1963) : le commandant Ford
  - Le Mystère du temple hindou (1963) : le commandant Ford
- Nigel Davenport dans :
  - Les Sables du Kalahari (1965) : Sturdevan
  - Un homme pour l'éternité (1966) : le Duc de Norfolk
- Arthur Kennedy dans :
  - Une minute pour prier, une seconde pour mourir (1968) : Roy W. Colby
  - Bermudes : Triangle de l'enfer (1978) : M. Jackson
- Cesar Romero dans :
  - L'Ordinateur en folie (1969) : A.J. Arno
  - Pas vu, pas pris (1972) : A.J. Arno
- 1930[n 4] : À l'Ouest, rien de nouveau : Westhus (Richard Alexander) (2e doublage)
- 1935[n 5] : Capitaine Blood : Dixon (Reginald Barlow) (2e doublage)
- 1940 : Ville conquise : Murray Burns (Anthony Quinn)
- 1942 : Casablanca : Major Heinrich Strasser (Conrad Veidt) (1er doublage)
- 1942 : Jeux Dangereux : l'acteur-adjudant (George Lynn)
- 1946 : La vie est belle : l'officier Bert (Ward Bond)
- 1946 : Duel au soleil : l'amant de l'épouse de Scott Chavez (Sidney Blackmer)
- 1947 : Les Passagers de la nuit : George Fellsinger (Rory Mallinson)
- 1947 : Des filles disparaissent : Dr Nicholas Moryani (Joseph Calleia)
- 1947 : Du sang sur la piste : Louis Maury (Steve Brodie)
- 1947 : La Vallée de la peur : un membre du clan Callum (Jack Montgomery)
- 1947 : Meurtre en musique : Tomy Edlon Drake (Phillip Reed)
- 1948 : Far West 89 : Muley Wilson (Walter Baldwin)
- 1948 : Le Garçon aux cheveux verts : Michael (Richard Lyon)
- 1948 : La Cité de la peur : Prince (Gordon Oliver)
- 1948 : Le Troisième Homme : le sergent Paine (Bernard Lee)
- 1949 : Les Amants du Capricorne : un soldat au bal du gouverneur (Martin Benson)
- 1949 : La Dernière Charge : le commandant Louis Fronval (Damian O'Flynn)
- 1949 : La Corde de sable : Thompson, le garde (John Bromfield)
- 1949 : Ça commence à Vera Cruz : Jim Fiske (Patric Knowles)
- 1949 : Les Chevaliers du Texas : Luke Cottrell (Victor Jory)
- 1949 : Le Champion : Johnny Dunne (John Day)
- 1949 : L'Atlantide : le lieutenant Ferrière (John Shelton)
- 1949 : Le Rebelle : Peter Keating (Kent Smith)
- 1950 : Winchester 73 : Latigo Means (Abner Biberman) (1er doublage)
- 1950 : Le Kid du Texas : Morgan (Don Haggerty)
- 1950 : Terre damnée : Mullins (Frank Faylen)
- 1950 : La Femme aux chimères : Jack Chandler (Walter Reed)
- 1951 : Une veine de... : le second détective[Qui ?]
- 1951 : Plus fort que la loi : Matthew Fowler (Robert Preston)
- 1951 : L'Ange des maudits : Jeff Factor (John Kellogg)
- 1951 : La Chose d'un autre monde : le capitaine Patrick Hendry (Kenneth Tobey)
- 1952 : Les Aventures du capitaine Wyatt : Lieutenant Richard Tufts (Richard Webb)
- 1952 : Les Affameurs : Red (Jack Lambert)
- 1952 : L'Énigme du Chicago Express : Densel (Peter Virgo)
- 1952 : La Mission du commandant Lex : Capitaine Tennick (Philip Carey)
- 1952 : Le Fils de Géronimo : Ours brun[Qui ?]
- 1953 : Le Vagabond des mers : Jamie Durie (Errol Flynn)
- 1953 : La Guerre des mondes : la vigie du poste de guet de Pine Summit (Peter Adams)
- 1953 : La Femme rêvée : Charlie Elkwood (Bruce Bennett)
- 1953 : Lucrèce Borgia : Micheletto (Arnoldo Foa)
- 1953 : Deux Nuits avec Cléopâtre : Tortul (Paul Muller)
- 1953 : Double Filature : Holly (Harry Lauter)
- 1954 : Je suis un aventurier : Madden (Robert J. Wilke)
- 1954 : L'Escadrille panthère : Lt. Andrew Szymanski (Bert Freed)
- 1954 : La poursuite dura sept jours : Le commandant Gibbs (Don Shelton)
- 1954 : Le Tigre de Malaisie : Negapatnan[Qui ?]
- 1955 : Le Général du Diable : l'ingénieur en chef Charles Oderbruch (Karl John)
- 1955 : La Terre des pharaons : le prince Kheops (Jack Hawkins)
- 1955 : L'Homme qui n'a pas d'étoile : le shérif adjoint Tom Carter (George Wallace)
- 1955 : Le Tigre du ciel : le 1er policier militaire (Gregory Walcott)
- 1955 : Les Briseurs de barrages : l'officier moustachu de la RAF (Edwin Richfield)
- 1955 : Dossier secret : Gary van Stratten (Robert Arden)
- 1955 : La Peau d'un autre : Al Gannaway (Lee Marvin)
- 1955 : Cinq fusils à l'ouest : Govern Sturges (John Lund) (1er doublage)
- 1955 : Un jeu risqué : Al Mann (Jack Elam) et le premier pillard de banque (Gene Wesson)
- 1955 : La Fureur de vivre : le père de Judy (William Hopper)
- 1956 : Moby Dick : Starbuck (Leo Genn)
- 1956 : Brisants humains : Le lieutenant Jim Randall (Sam Gilman)
- 1956 : Safari : l'inspecteur (Charles Hayes)
- 1956[n 6] : Les Années sauvages : Carrico (Donald Randolph)
- 1956[n 7] : La Vengeance de l'indien : Neil Shipley (Edward Platt)
- 1956 : La Cinquième Victime : Harry Kritzer (James Craig)
- 1956 : La Loi de la prairie : Abe (Royal Dano)
- 1956 : Roland, prince vaillant : Argalie (Mimmo Palmara)
- 1956 : Tension à Rock City : Hampton (John Dehner)
- 1956 : Commando en Corée : le sergent Payne (Harry Andrews)
- 1956 : Une Cadillac en or massif : le présentateur Bill Parker (Jack Latham)
- 1956 : L'Ardente Gitane : Dr Robert Tuchino (Peter Brocco)
- 1956 : L'Espion de la dernière chance : le colonel Sommerfeld (Viktor Staal)
- 1957 : L'Esclave libre : Hamish Bond (Clark Gable)
- 1957 : L'Arbre de vie : Garwood B. Jones (Rod Taylor)
- 1957 : L'Odyssée de Charles Lindbergh : Benjamin Frank Mahoney (Bartlett Robinson)
- 1957 : Un homme dans la foule : Mel Miller (Walter Matthau)
- 1957[n 8] : Les Sentiers de la gloire : l'aumônier (Emile Meyer)
- 1958 : Bagarres au King Créole : Charlie LeGrand (Paul Stewart)
- 1958 : Le Petit Arpent du bon Dieu : Jim Leslie (Lance Fuller)
- 1958 : Désir sous les ormes : Simeon Cabot (Frank Overton)
- 1958 : L'Épée et la Croix : Claudio Africo (Aldo Pini)
- 1958 : Je veux vivre ! : Carl G.G. Palmberg (Theodore Bikel)
- 1959 : La Colline des potences : le docteur Joseph Trail (Gary Cooper)
- 1959 : Le Pont : M. Forst (Hans Elwenspoek)
- 1959 : Le Shérif aux mains rouges : Dave Rudabaugh (Richard Anderson)
- 1960 : L'Inconnu de Las Vegas : Jack Strager (George Raft)
- 1960 : Le Serment de Robin des Bois : Robin des Bois (Richard Greene)
- 1960 : Cinq Femmes marquées : le commandant des partisans yougoslaves (Pietro Germi)
- 1960 : Jamais le dimanche : sans visage (Alexis Solomos)
- 1960 : Les Dents du diable : le pilote de l'avion (Ed Devereaux)
- 1960 : Les Monstres de l'île en feu : Bart Thompson (Ward Ramsey)
- 1961 : La Guerre de Troie : Enée (Steve Reeves)
- 1961 : Milliardaire pour un jour : Briscoe (James Griffith)
- 1961 : Seuls sont les indomptés : Paul Bondi (Michael Kane)
- 1961 : Hold-up au quart de seconde : Red Mack (Jay Barney)
- 1961 : Ave Maria : Adolfo Vega Linares (Reginald Kernan)
- 1962 : Ulysse contre Hercule : Hercule (Michael Lane)
- 1962 : Le Requin harponne Scotland Yard : Dr Collins (Richard Münch)
- 1962 : Un soupçon de vison : Dr Gruber (Alan Hewitt)
- 1962[n 9] : Jules César contre les pirates : le roi Nicomède (Mario Petri)
- 1962 : Le Secret des valises noires : [Qui ?]
- 1962 : Les Enfants du capitaine Grant : le marin barreur du yacht (Joss Ackland)
- 1963 : La Grande Évasion : Herr Kuhn (Hans Reiser)
- 1963 : Maciste contre Zorro : Garcia de Higuera (Massimo Serato)
- 1963 : Freud, passions secrètes : Dr Theodore Meynert (Eric Portman)
- 1963 : Les Pirates du Mississippi : Tom Quincy (Brad Harris)
- 1963 : Trois filles à marier : Gregor Garrison (Don Megowan) et le capitaine (Phil Chambers)
- 1963 : La Revanche du Sicilien : Jerry March (Gregory Morton)
- 1964 : Grand méchant loup appelle : Commander Frank Houghton (Trevor Howard)
- 1964 : Sept jours en mai : Harold McPherson (Hugh Marlowe)
- 1964 : À bout portant : Jack Browning (Ronald Reagan)
- 1964 : Le Spectre maudit : Seymour (Peter Arne)
- 1964 : Zoulou : le soldat de 2e classe Owen (Ivor Emmanuel)
- 1964 : El Kebir, fils de Cléopâtre : Caius Furius (Paolo Gozlino)
- 1964 : La Terreur des Kirghiz : Frido (Claudio Ruffini)
- 1964 : La Patrouille de la violence : Pink (Skip Homeier)
- 1964 : Grand méchant loup appelle : le commandant Frank Houghton (Trevor Howard)
- 1964 : La Charge de la huitième brigade : le sergent gagnant la course organisée par Seely Jones[Qui ?]
- 1964 : Quand l'inspecteur s'emmêle : Georges, le jardinier (David Lodge)
- 1964 : Le Colosse de Rome : le consul Publicola (Philippe Hersent)
- 1965 : Et pour quelques dollars de plus : Groggy (Luigi Pistilli)
- 1965 : Trente minutes de sursis : Mark Dyson (Steven Hill)
- 1965 : Super 7 appelle le Sphinx : le commissaire Stugel (Franco Castellani)
- 1965 : Les Inséparables : M. Smythe (Hedley Mattingly)
- 1965 : Le Massacre des sioux : Commandant Marcus Reno (Joseph Cotten)
- 1965 : Le Dollar troué : James (Benito Stefanelli)
- 1966 : La Bible : Nimrod (Stephen Boyd)
- 1966 : Nevada Smith : Jessie Coe / Jack Langley (Martin Landau)
- 1966 : Arabesque : Webster (Duncan Lamont)
- 1966 : Navajo Joe : Dr Chester Lynne (Pierre Cressoy)
- 1966 : Atout cœur à Tokyo : M. Smith (Billy Kearns)
- 1966 : K-17 attaque à l'aube : John Prentiss (John Elliot)
- 1966 : La Vengeance de Siegfried : Dietrich de Berne (Christian Rode)
- 1966 : Jerry Land, chasseur d'espions : le major Larighy (Robert Johnson Jr.)
- 1966 : Le Gentleman de Londres : le chasseur du club The Dominion (Stanley Meadows)
- 1967 : Devine qui vient dîner ? : M. Prentice (Roy E. Glenn Sr.)
- 1967 : Le Retour de Django : Logan (Roberto Messina)
- 1967 : Les Chiens verts du désert : le sergent Erich Huber (Carlo Hintermann)
- 1967 : Les Corrompus : Jay Brandon (Christian Marquand)
- 1967 : L'Affaire Al Capone : l'interrogateur de la police (Russ Conway)
- 1967 : Jerry la grande gueule : Thor (Harold J. Stone)
- 1967 : La Vingt-cinquième Heure : le colonel Greenfield (Robert Beatty)
- 1968 : Le Fantôme de Barbe-Noire : Silky Seymour (Joby Baker)
- 1968 : La Bataille pour Anzio : Colonel Hendricks (Wayde Preston)
- 1968 : Une minute pour prier, une seconde pour mourir : Sein (Antonio Molino Rojo)
- 1969 : La Bataille d'Angleterre : Chef d'escadrille Skipper (Robert Shaw)
- 1969 : Santo et le trésor de Dracula : Dr Kur (Roberto G. Rivera)
- 1969 : Goodbye, Mr. Chips : un professeur discutant avec ses collègues[Qui ?]
- 1970 : La Vie privée de Sherlock Holmes : Mycroft Holmes (Christopher Lee)
- 1970 : Barquero : Marquette (Kerwin Mathews)
- 1970 : La Dernière Grenade : le major Harry Grigsby (Stanley Baker)
- 1970 : Patton : l'officier britannique devant la carte au briefing (Alan MacNaughtan)
- 1970 : La Seconde Mort d'Harold Pelham : sir Arthur Richardson (Anthony Nicholls)
- 1970 : On n'achète pas le silence : L. B. Jones (Roscoe Lee Browne)
- 1970 : Django arrive, préparez vos cercueils : Emiliano (Spartaco Conversi)
- 1970 : El Condor : le général Chavez (Patrick O'Neal)
- 1970 : Le Cerveau d'acier : Dr Blake (Willard Sage)
- 1971 : French Connection : Klein (Sonny Grosso)
- 1971 : Le Mystère Andromède : Général Sparks (Peter Hobbs)
- 1972 : La Horde des salopards : Eli Sampson (Bud Spencer)
- 1972 : Cosa Nostra : Albert Anastasia (Fausto Tozzi)
- 1972 : Carnage : Jake (Eddie Egan)
- 1972 : Gunn la gâchette : Rico (William Campbell), lui-même (Deacon Jones) et un homme de main de Capelli[Qui ?]
- 1973 : Police Puissance 7 : Lieutenant Hanes (Robert Burr)
- 1973 : Les Anges mangent aussi des fayots : l'armurier d'Angelo (Mario Brega) et « Tête de pierre », le gros chauve[Qui ?]
- 1974 : Le Nouvel Amour de Coccinelle (Herbie Rides Again) de Robert Stevenson : le préfet de police (Richard X. Slattery)
- 1975 : Les Trois Jours du Condor : William Lloyd alias « Le Postier » (Hank Garrett)
- 1975 : Supervixens : Luther, le père de SuperEula (Glenn Dixon)
- 1975 : L'Odyssée du Hindenburg : le lieutenant A. Lombardi (Val Bisoglio)
- 1975 : Les Aventuriers du Lucky Lady : le responsable de l'île de Saint-Louis[Qui ?]
- 1975 : Capone de Steve Carver : le lieutenant de police (John Finnegan)
- 1975 : Liquidez l'inspecteur Mitchell : le détective Aldridge (Buck Young)
- 1976 : Un dimanche noir : Trexler (Martin Beck)
- 1976 : Transamerica Express : le chef de gare[Qui ?]
- 1976 : Le Voyage des damnés : Dr Juan Remos (James Mason)
- 1976 : Week-end sauvage : le garde-forestier[Qui ?]
- 1977 : La Guerre des étoiles : un officier patrouillant sur Tatooine (Patrick Jordan)
- 1977 : Black Sunday de John Frankenheimer : le colonel Riat (Walter Gotell)
- 1977 : Julia : le majordome (Anthony Carrick)
- 1977 : MacArthur, le général rebelle : le général William F. Marquat (Lane Allan)
- 1977 : Bande de flics : Drobeck (Jim Davis)
- 1977 : Le Continent oublié : le capitaine Lawton (Tony Britton)
- 1978 : Le Jeu de la mort : Steiner (Hugh O'Brian) (1er doublage)
- 1978 : Damien : La Malédiction 2 : Murray (Fritz Ford)
- 1978 : Le Grand Sommeil : Lash Canino (Richard Boone)
- 1978 : Ces garçons qui venaient du Brésil : Doring (Richard Marner) et M. Harrington (Michael Gough)
- 1978 : Purgatoire : le capitaine Omar Kinsman (George Kennedy)
- 1979 : Les Joyeux Débuts de Butch Cassidy et le Kid : un conducteur de locomotive[Qui ?]
- 1979 : L'Homme en colère : l'inspecteur Parker (Aubert Pallascio)
- 1979 : Bienvenue, mister Chance : voix secondaires
- 1980 : The Blues Brothers : Bob, le patron du Bob's Country Bunker (Jeff Morris)
- 1980 : Héros d'apocalypse : voix du général (Richard McNamara)
- 1981 : Le Prince de New York : Socks Ciello (Tony Turco)
- 1981 : La Ferme de la terreur : le fossoyeur (Neil Fletcher)
- 1982 : Porky's : Coach Goodenough (Bill Hindman)
- 1983 : La Quatrième Dimension : l'oncle Walt (Kevin McCarthy)
- 1983 : Le Triomphe d'un homme nommé cheval : Perkins (Lautaro Murúa)
- 1984 : Gremlins : Dorry, le patron du bar (Kenny Davis)
- 1984 : Les Guerriers des étoiles : Lanky (Robert Symonds)
- 1984 : L'Ambassadeur : Chantage en Israël : Frank Stevenson (Rock Hudson)
- 1984 : Signé : Lassiter : Sweeny (William Morgan Sheppard)
- 1986 : Delta Force : le capitaine Campbell (Bo Svenson)
- 1987 : Les Filous : Cheese (Seymour Cassel)
- 1987 : Benji la malice : le chasseur (Red Steagall)
- 1989 : Retour vers le futur 2 : vidéo de Ronald Reagan au Café 80 (Jay Koch)
- 1990 : Le Parrain 3 : Leo Cuneo (Al Ruscio)
- 1992 : Maman, j'ai encore raté l'avion : Johnny, l'homme à la mitraillette (Ralph Foody (en))

### Télévision

#### Téléfilms et séries télévisées
- Charlton Heston dans :
  - Chiefs (1983) : Hugh Holmes
  - Sale affaire à Nairobi (1984) : Lee Cahill
  - Dynastie (1985) : Jason Colby
  - Dynastie 2 : Les Colby (1985) : Jason Colby
  - L'Orgueil d'un homme (1987) : Charley MacLeod Sr.
  - Un homme pour l'éternité (1988) : Sir Thomas More
  - Seul face au crime (1989) : Louis Mancini
  - Le Secret des deux orphelins (1990) : James MacKenzie
  - Des héros par milliers (1992) : le capitaine Al Haynes
  - Friends (1996) : Charlton Heston
- dans la série Inspecteur Derrick :
  - 1977 : Steinbrink (Traugott Buhre) (ép. 32 : Une nuit d'octobre)
  - 1980 : Josla (Peter Eschberg (de)) (ép. 70 : Le Prix de la mort)
  - 1985 : Robert Linder (Hans Korte) (ép. 133 : Mort d'une jeune fille)
  - 1985 : Wenk, le gardien de nuit (Sepp Wäsche (de)) (ép. 134 : La Danseuse)
  - 1986 : Martin Theimer (Franz Boehm) (ép. 146 : Le Rôle de sa vie)
- dans la série Le Renard :
  - 1978 : Maître Knopp (Hans Söhnker (de)) (saison 2, épisode 3 : Une valise)
  - 1980 : Blümel (Hans Dieter Zeidler (de)) (saison 4, épisode 11 : L'erreur)
  - 1981 : Bruno Kalvig (Werner Kreindl (de)) (saison 5, épisode 8 : Permission)

- 1956 : Le Chevalier Lancelot : le roi Arthur (Ronald Leigh-Hunt)
- 1957 : Zorro : Jose Sebastian Varga / « L'Aigle » (Charles Korvin)
- 1967[n 10] : Winchester 73 : Johnny Dean (John Dehner)
- 1974 : La Cloche tibétaine : Georges-Marie Haardt (Wolfgang Preiss)
- 1975 : Columbo : Dr Landberg (Ross Elliott) (épisode La Femme oubliée)
- 1975 : The Kansas City Massacre : Tom Prendergast (W.T. Zacha)
- 1975 : Le Triangle du Diable : le capitaine Dunnock (Hank Stohl)
- 1976 : Sherlock Holmes à New York : le gardien du théâtre (John Steadman (en))
- 1977 : L'Âge de cristal : Morgan (Morgan Woodward)
- 1978-1981 : Dallas : John Ross « Jock » Ewing (Jim Davis)
- 1978 : Geoffrey Lewis dans Colorado : le shérif Bogardus
- 1978 : Du feu dans le ciel : le général Kloman (Bud Conlan)
- 1982 : Les Bleus et les Gris : Ben Geyser (Lloyd Bridges)
- 1983 : La Pourpre et le Noir : Monseigneur Hugh O'Flaherty (Gregory Peck)
- 1987 : Les Routes du paradis : Richard R. Benson (Leslie Nielsen)
- 1987 : Equalizer : Richard Dyson (Robert Mitchum[n 11])
- 1993 : La Classe américaine : George Abitbol (John Wayne)

#### Séries d'animation
- 1972[n 12] : La Cité sous la mer (en) : le capitaine Murphy[4]
- 1972[n 13] : La Bataille des planètes : Zoltar
- 1976[n 14] : Goldorak : Gasca
- 1981 : Ulysse 31 : le Sphinx